# BMW 3 Серії (F30)
BMW F30/F31 — шосте покоління BMW 3-серії, представлене компанією BMW 14 жовтня 2011 року в Мюнхені. Продажі почалися 11 лютого 2012 року. Сімейство представлено автомобілями в кузові седан, універсал і хетчбек, версія купе і кабріолет буде називатись BMW 4 Серії. Всього виготовлено 2,652,485 автомобілів.

## Опис

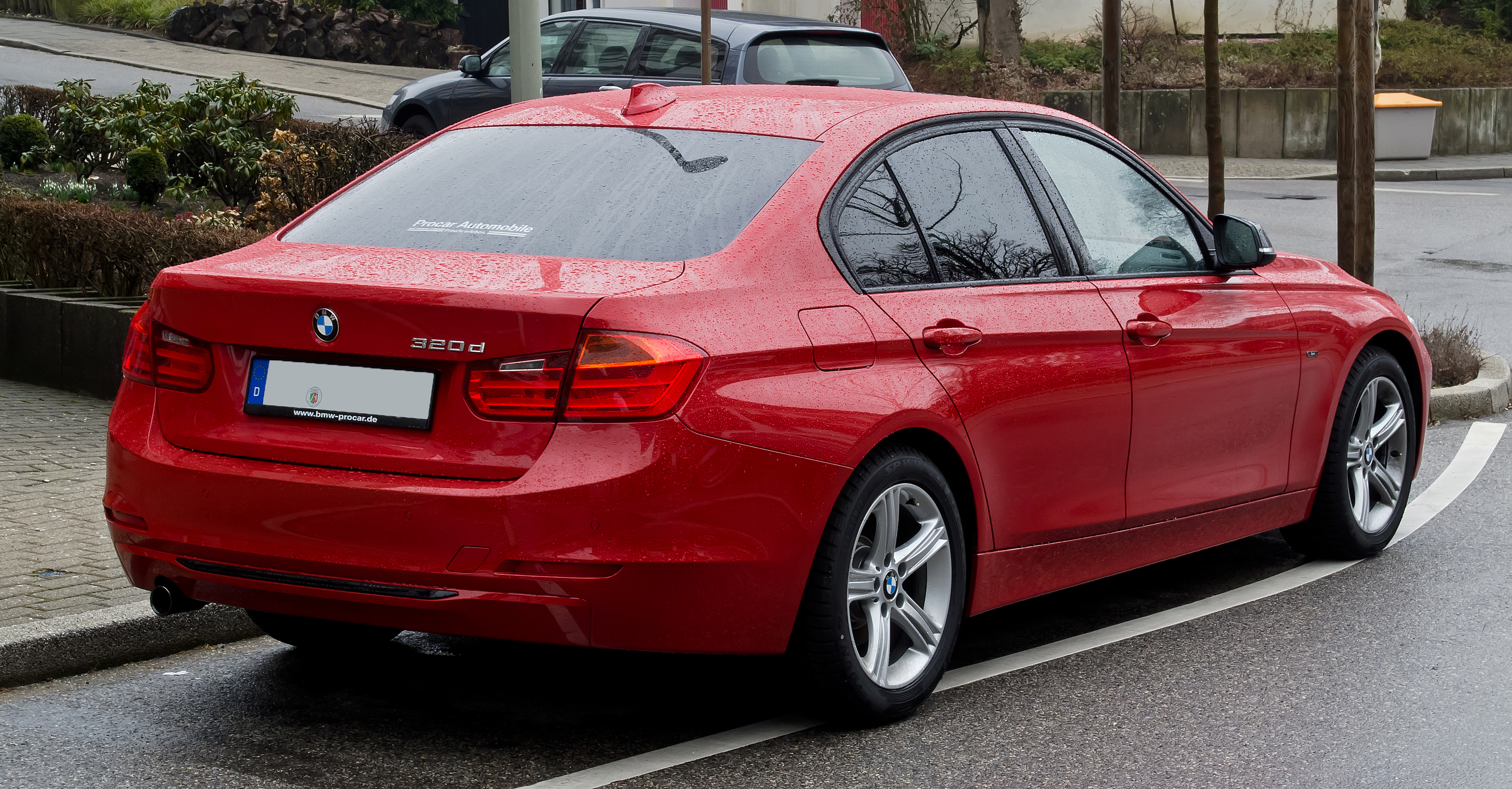
BMW 320d Sport Line (F30)

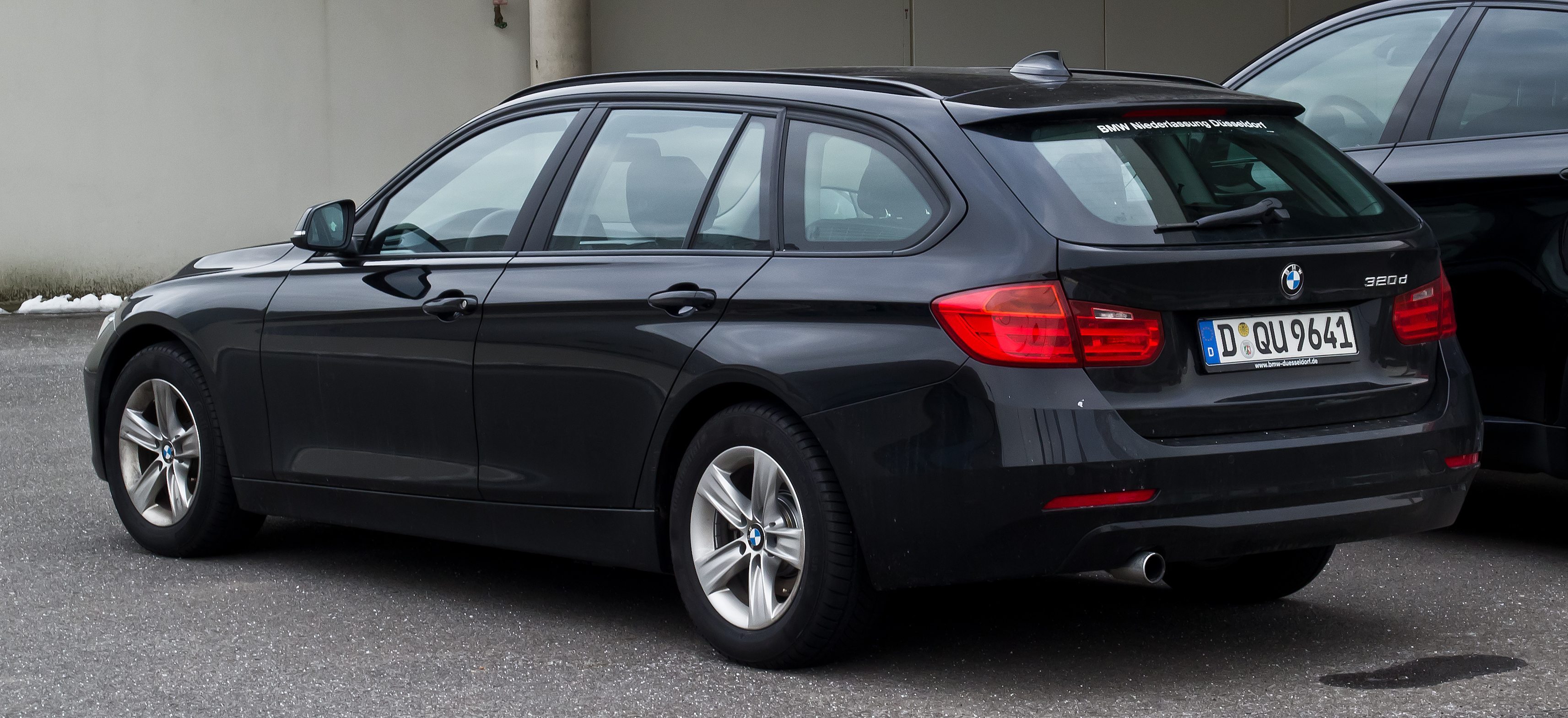
BMW 320d Touring (F31)

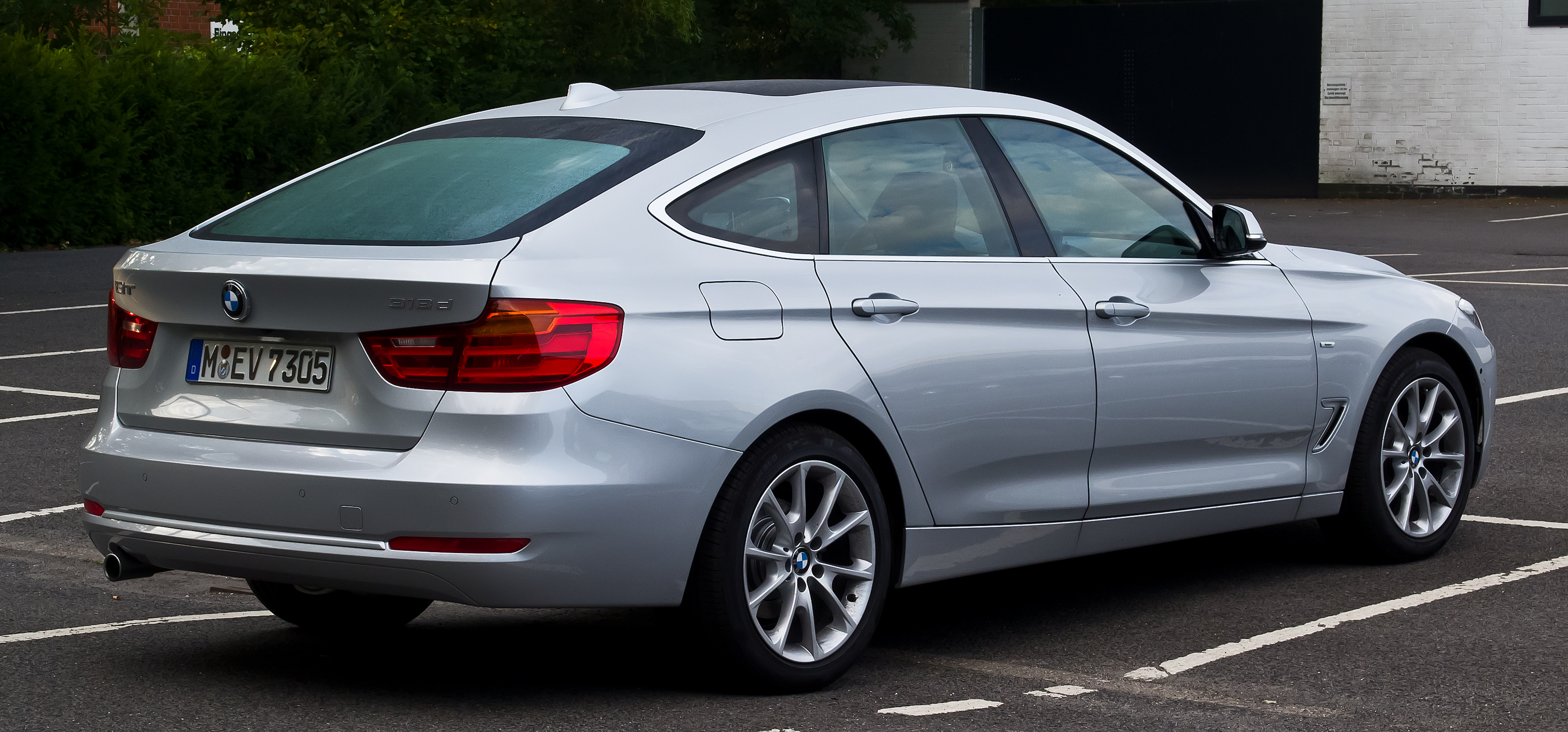
BMW 328i Gran Turismo (F34)

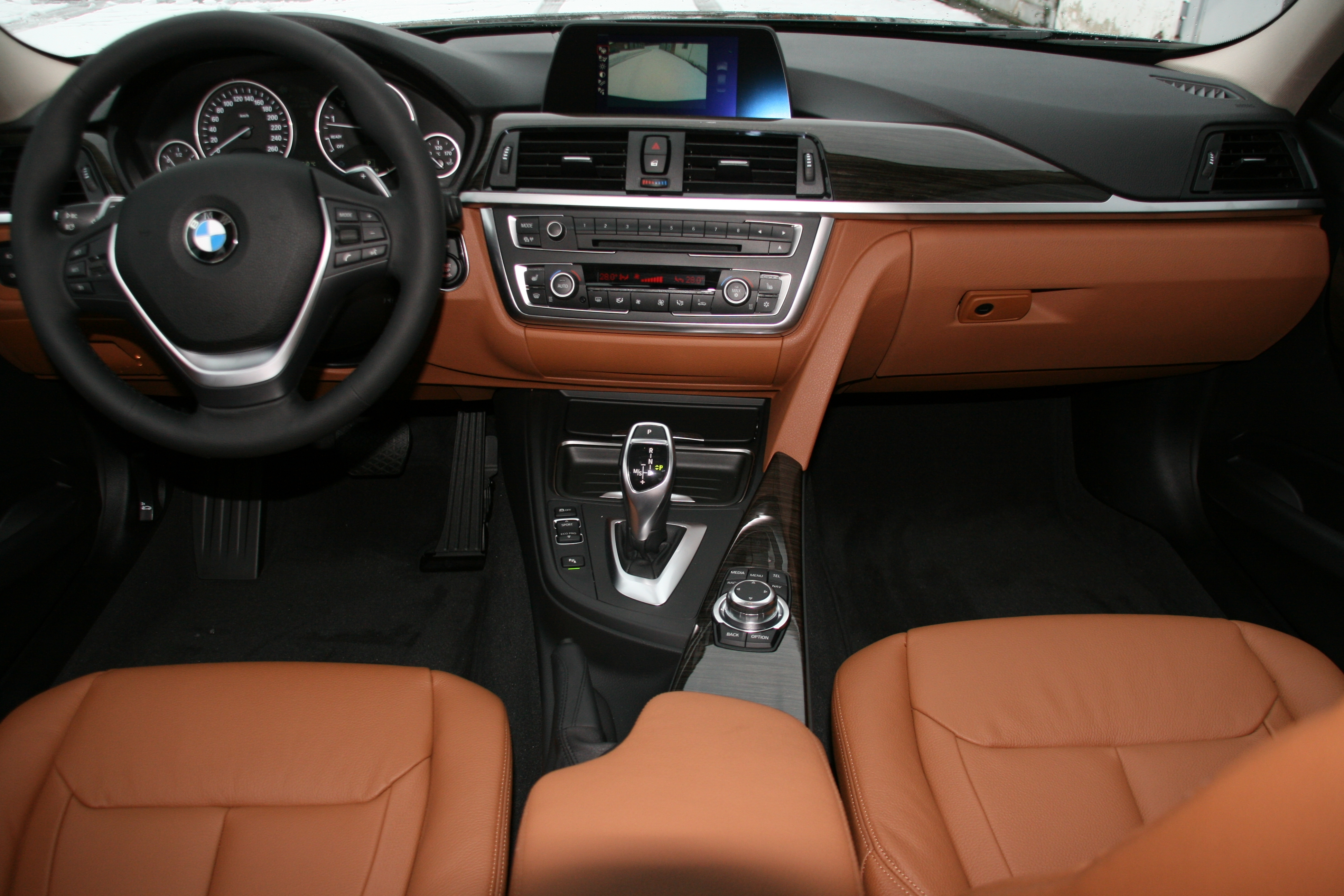
Салон BMW 320d Sport Line (F30)

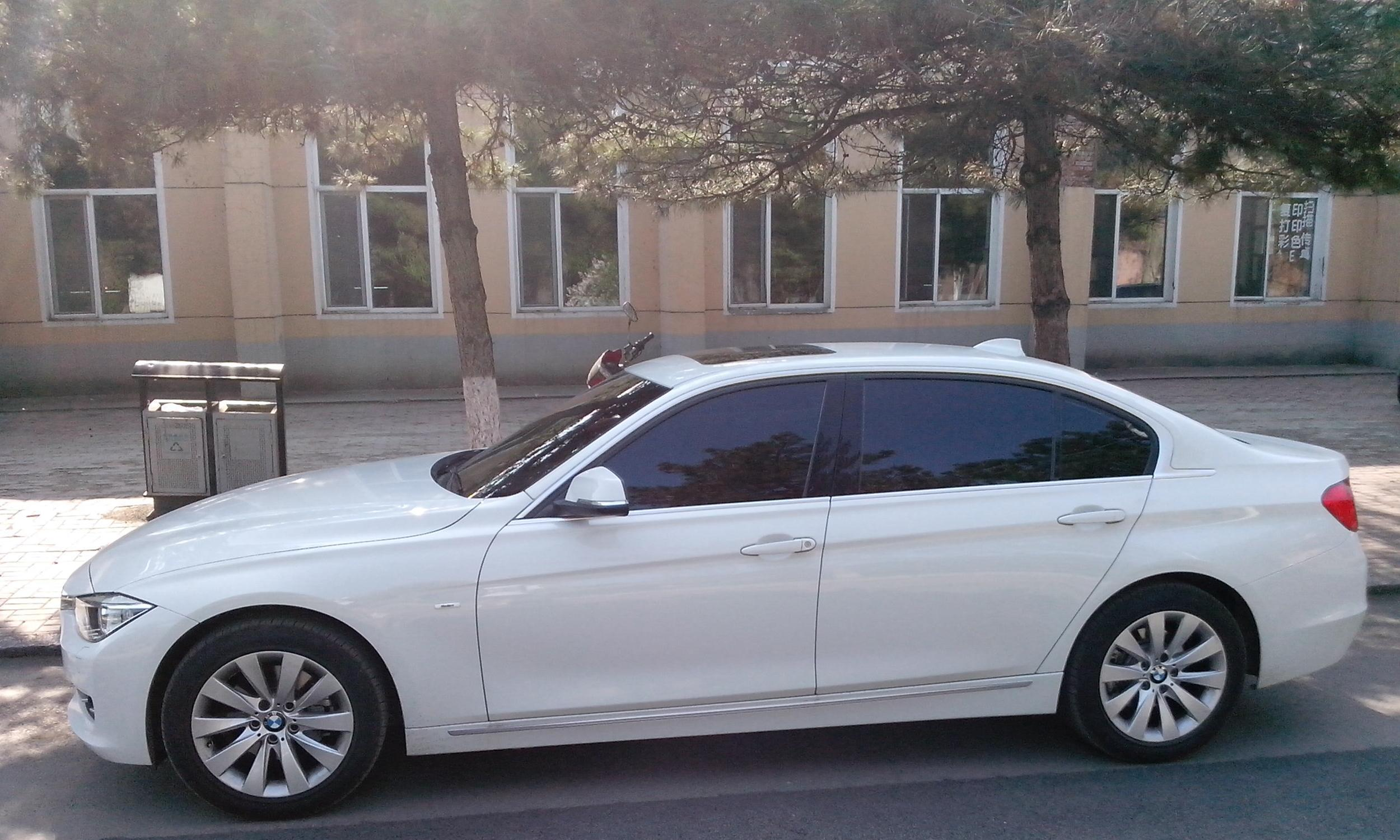
BMW 335Li (F35) подовжена версія для ринку КНР

Офіційна презентація F30 відбулася 14 жовтня 2011 року на заводі BMW у Мюнхені. Перші моделі поставлені з 11 лютого 2012 року. Чотиридверний седан (F30) вийшов на ринок у лютому 2012 року як перша модель серії. Touring (F31) продається з серпня 2012 року, а 13 травня 2012 року він був представлений в Інтернеті. Ви могли вперше побачити його наживо в AMI Leipzig. На універсал припадає близько 50% продажів у Німеччині (станом на кінець 2018 року).
Купе та кабріолет були розроблені та розроблені як окремі серії (4 серії), щоб представити вищу позицію порівняно з седаном та турінгом. Продажі стартували 5 жовтня 2013 року. Відповідно, купе і кабріолет M варіант пропонуються як M4, седан як M3.
Автомобілі вироблялися на заводах BMW у Мюнхені, Регенсбурзі, Tiexi (Шеньян) і Rosslyn (Південна Африка). BMW також використовує платформу в BMW 1 серії (F20), який продається з кінця літа 2011 року.
Кузов BMW F30 став на 93 мм довшим, на 6 мм ширшим (на 42 мм з дзеркалами) і на 8 мм вищим за свого попередника BMW E90. Колісна база збільшилася на 50 мм. Об'єм багажника збільшився на 50 літрів.

## Двигуни
| Модель         |            | Циліндри   | Об'єм      | Потужність (kW (к.с.) / об/хв) | Крутний момент (Нм / об/хв) | 0-100 км/год | Максимальна швидкість (км/год) | Витрати палива (л/100км) |
| Бензинові:     | Бензинові: | Бензинові: | Бензинові: | Бензинові:                     | Бензинові:                  | Бензинові:   | Бензинові:                     | Бензинові:               |
| -------------- | ---------- | ---------- | ---------- | ------------------------------ | --------------------------- | ------------ | ------------------------------ | ------------------------ |
| 316i           |            | R4         | 1598 см³   | 100 (136) /4350                | 220 / 1350-4300             | 8,9 (9,2)    | 210 (210)                      | 5,8-5,9 (5,8-5,9)        |
| 318i           |            | R3         | 1498 см³   | 99 (134) / 4350                | 220 / 1350-4300             | 8,9 (9,2)    | 210 (210)                      | 5,8-5,9 (5,8-5,9)        |
| 320i ED        |            | R4         | 1598 см³   | 125 (170) / 4800               | 250 / 1500-4500             | 7,6 (7,6)    | 230 (230)                      | 5,3 (5,4)                |
| 320i           |            | R4         | 1997 см³   | 135 (184) / 5000               | 270 / 1250-4500             | 7,3 (7,3)    | 235 (235)                      | 6,1-6,3 (5,9-6,0)        |
| 320i xDrive    |            | R4         | 1997 см³   | 135 (184) / 5000               | 270 / 1250-4500             | 7,4 (7,5)    | 232 (230)                      | 6,8 (6,4-6,5)            |
| 328i           |            | R4         | 1997 см³   | 180 (245) / 5000-6500          | 350 / 1250-4800             | 5,9 (5,9)    | 250 (250)                      | 6,4 (6,3)                |
| 328i xDrive    |            | R4         | 1997 см³   | 180 (245) / 5000               | 350 / 1250-4800             | 5,7 (5,8)    | 250 (250)                      | 6,8 (6,7)                |
| 330i           |            | R4         | 1997 см³   |                                |                             |              | 250 (250)                      |                          |
| 335i           |            | R6         | 2979 см³   | 225 (306) / 5800-6000          | 400 / 1200-5000             | 5,5 (5,2)    | 250 (250)                      | 7,9 (7,2)                |
| 335i xDrive    |            | R6         | 2979 см³   | 225 (306) / 5800-6000          | 400 / 1200-5000             | 5,3 (5)      | 250 (250)                      | 8,2 (7,6)                |
| 340i           |            | R6         | 2979 см³   | 238 (326) / 5800-6000          | 450 / 1200-5000             | 5,1          | 250                            |                          |
| ActiveHybrid 3 |            | R6         | 2979 см³   | 225 (306) / 5800-6000          | 400 / 1200-5000             | (5,3)        | (250)                          | (5,9)                    |
| Дизельні:      |            |            |            |                                |                             |              |                                |                          |
| 316d           |            | R4         | 1995 см³   | 85 (116) / 4000                | 260 / 1750-2500             | 10,9 (10,8)  | 202 (202)                      | 4,3-4,5 (4,3)            |
| 318d           |            | R4         | 1995 см³   | 105 (143) / 4000               | 320 / 1750-2500             | 9,0 (8,9)    | 212 (212)                      | 4,3-4,5 (4,3-4,5)        |
| 318d           |            | R4         | 1995 см³   | 107 (150) /4000                |                             |              |                                |                          |
| 320d           |            | R4         | 1995 см³   | 135 (184) / 4000               | 380 / 1750-2750             | 7,5 (7,4)    | 235 (230)                      | 4,5-4,6 (4,4-4,5)        |
| 320d ED        |            | R4         | 1995 см³   | 120 (163) / 4000               | 380 / 1750-2750             | 8,0 (7,9)    | 230 (225)                      | 4,1 (4,1)                |
| 320d xDrive    |            | R4         | 1995 см³   | 135 (184) / 4000               | 380 / 1750-2750             | 7,5 (7,4)    | 233 (228)                      | 4,7-4,9 (4,6-4,8)        |
| 320d           |            | R4         |            | 138 (190) /4000                |                             |              |                                |                          |
| 325d           |            | R4         | 1995 см³   | 160 (218) / 4400               | 450 / 1500-2500             | 6,8          | 245                            | 4,9                      |
| 330d           |            | R6         | 2993 см³   | 190 (258) / 4000               | 560 / 1500-3000             | (5,6)        | (250)                          | (4,9)                    |
| 330d xDrive    |            | R6         | 2993 см³   | 190 (258) / 4000               | 560 / 1500-3000             | (5,3)        | (250)                          | (5,2)                    |
| 335d xDrive    |            | R6         | 2993 см³   | 230 (313) / 4400               | 630 / 1500-2500             | (4,8)        | (250)                          | (5,4)                    |

## Процес управління
При повсякденній їзді спритні та енергійні автомобілі BMW 3 Series добре входять в повороти з ледь відчутним нахилом корпусу. У той час, як управління має якусь неприродну реакцію, це не заважає автомобілям бути швидкими і збалансованими на трасі.
Доведений до меж своїх можливостей, автомобіль 328і  виявився не тільки безпечним, але і приємним в управлінні. Система курсової стійкості утримує автомобіль таким чином, що б незначне ковзання задньої частини кузова сприяло притримуванню смуги на поворотах. Виконуючи маневри ухилення, автомобіль йшов швидко, демонструючи гарне зчеплення і збалансовану манеру їзди, вселяючи, таким чином впевненість. Любителі швидкої їзди зможуть зупинити свій вибір на автомобілі 340i з турбованим двигуном об'ємом 3 літри шістьма циліндрами і 320 кінськими силами. І, повірте, ніхто не буде розчарований. Прискорення відбувається практично без докладання зусиль завдяки м'якому і високоякісному двигуну. Крім цього, він видає неймовірний звук. Ентузіасти можуть скомбінувати його з шестиступінчастою механічною коробкою передач і насолоджуватися легким зчепленням і плавним перемиканням передач. 

## Дизайн
Зовні дуже схожий на нинішній BMW 5 серії. Широкі задні ліхтарі і низький дах додає новій моделі більш спортивний вигляд. Екстер'єр став схожий на традиційний класичний стиль BMW кінця 90-х років — 3-ї серії (E46) і 5-ї серії (E39).

### Sport Line
Екстер'єр: 17-дюймові колеса, глянцевий чорний повітрозабірник і ґрати радіатора, чорні зовнішні дзеркала заднього виду, спортивна підвіска, чорний хром на вихлопній трубі.
Інтер'єр: спортивні пороги, спортивне кермо, обшите шкірою з червоною ексклюзивною смугою, спортивні сидіння з ексклюзивною червоною вставкою, на вибір глянцева чорна або алюмінієва внутрішня обробка з акцентом на червоний або чорний кольори, ручка коробки передач з ексклюзивними квітами, хромові кільця навколо кнопок клімату і радіо на панелі управління, приладова панель з червоним підсвічуванням.

### Modern Line
Екстер'єр: 17-дюймові колеса, декоративний матовий хром на решітці радіатора і вихлопній трубі.
Інтер'єр: більш сучасні пороги, спортивне шкіряне рульове колесо в ексклюзивних яскравих кольорах, шкіряна оббивка сидінь алюмінієві та дерев'яні вставки з хромом, приладова панель в ексклюзивних яскравих кольорах (а також у комбінації з шкіряною чорною оббивкою), хромові кільця навколо кнопок клімату та радіо на панелі управління.

### Luxury Line
Екстер'єр: 17-дюймові колеса, хромована решітка радіатора і вихлопна труба.
Інтер'єр: розкішні пороги, спортивне кермо, обшите шкірою, шкіряна оббивка з ексклюзивними смугами, дерев'яні вставки з хромом, панель в ексклюзивному коричневому кольорі (у поєднанні з коричневою оббивкою сидінь), хромові кільця навколо кнопок клімату і радіо на панелі управління, центральна консоль під хром.

## Модифікації
- BMW F30 — автомобіль з кузовом седан.
- BMW F31 — автомобіль з кузовом універсал.
- BMW F34 — автомобіль з кузовом хетчбек, який називається BMW 3 GT.[2]
- BMW F35 — автомобіль з кузовом седан для китайського ринку з подовженою на 11 см колісною базою.[3]

## BMW 328i
BMW 328і дебютував у 2011 році в Мюнхені і належить до третьої серії шостого покоління. У порівнянні зі своїми попередниками, автомобіль став на 45 кг легше і отримав більш елегантний зовнішній вигляд. Седан 2011 року було оснащений новітніми інформаційно-розважальними системами і системами безпеки, що роблять цей BMW одним з найбезпечніших і комфортабельних автомобілів. Основними конкурентами седанів 3 Серії вважають Mercedes C-Класу, Jaguar XE і Audi A4. Стандартна комплектація автомобіля досить багата і включає у себе: безпечні шини Runflat, біксенонові фари, велюрові килимки, датчик дощу, двозонний клімат-контроль, мультифункціональне рульове колесо, омивачі фар, передні сидіння з підігрівом, передній зсувний підлокітник, протитуманні фари, радіо BMW Professional CD, систему складних задніх сидінь, спортивне шкіряне рульове колесо, функцію інтелектуального екстреного виклику і центральний підлокітник на задньому сидінні. 
Автомобіль комплектується 2,0-літровим 4-циліндровим двигуном з турбонаддувом. Двигун може працювати в парі з 6-ступінчастою механічною коробкою передач або ж з 8-ступінчастою автоматичною КП. Крутний момент двигуна дорівнює 350/1250 Нм. / Об.хв. Максимальна швидкість, яку здатний розвинути автомобіль - 250км / год.